# Gare de Coulibœuf
La gare de Coulibœuf est une gare ferroviaire française située sur le territoire de la commune de Morteaux-Coulibœuf, dans le département du Calvados, en région Normandie.
C'est une halte ferroviaire de la Société nationale des chemins de fer français (SNCF), desservie par des trains TER Normandie.
Faute de passagers en nombre suffisant, la Région et la SNCF ont décidé en 2019 de fermer la gare de Coulibœuf, à quelques kilomètres au nord-est de Falaise.

## Situation ferroviaire
Établie à 64 mètres d'altitude, la gare de Coulibœuf est située au point kilométrique (PK) 123,400 de la ligne du Mans à Mézidon, entre les gares ouvertes d'Argentan (s'intercalent les gares fermées de Montabard, Vignats et Fresné-la-Mère) et de Saint-Pierre-sur-Dives. Elle est également séparée de cette dernière par la gare de Vendeuvre - Jort aujourd'hui fermée au service des voyageurs.
Ancienne gare de bifurcation, elle est aussi l'origine de la ligne de Coulibœuf à Falaise aujourd'hui déclassée.

## Service des voyageurs

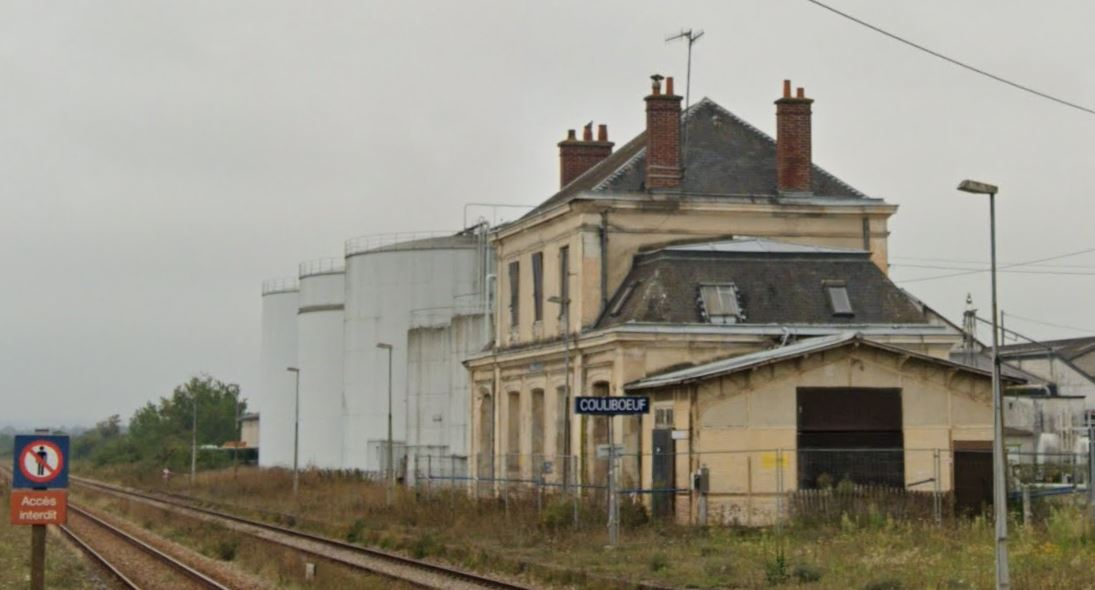
Gare de Coulibœuf.

### Desserte
Arrêt routier.